# Lista över herrmedaljörer i sprintvärldsmästerskapen i kanadensare
Detta är en lista över samtliga medaljörer på herrsidan i sprintvärldsmästerskapen i kanadensare.

## C-1 200 m
Introducerades: 1994.
| Spel                  | Guld                      | Silver                    | Brons                                     |
| Mexico City 1994      | Nikolai Buhalov (BUL)     | Ervin Hoffmann (HUN)      | Mychajlo Slyvynskyj (UKR)                 |
| Duisburg 1995         | Nikolai Buhalov (BUL)     | Thomas Zereske (GER)      | Mychajlo Slyvynskyj (UKR)                 |
| Dartmouth 1997        | Béla Belicza (HUN)        | Martin Doktor (CZE)       | Mychajlo Slyvynskyj (UKR)                 |
| Szeged 1998           | Martin Doktor (CZE)       | Slavomír Kňazovický (SVK) | Mychajlo Slyvynskyj (UKR)                 |
| Milano 1999           | Maksim Opalev (RUS)       | Martin Doktor (CZE)       | Slavomír Kňazovický (SVK)                 |
| Poznan 2001           | Dmytro Sabin (UKR)        | Maksim Opalev (RUS)       | Michał Śliwiński (POL)                    |
| Sevilla 2002          | Maksim Opalev (RUS)       | Andrzej Jezierski (POL)   | Christian Gille (GER)                     |
| Gainesville 2003      | Maksim Opalev (RUS)       | Martin Doktor (CZE)       | Andreas Dittmer (GER)                     |
| Zagreb 2005           | Valentyn Demjanenko (UKR) | Maksim Opalev (RUS)       | Zjomart Satubaldin (KAZ)                  |
| Szeged 2006           | Nikolaj Lipkin (RUS)      | Valentyn Demjanenko (UKR) | Jevgenij Šuklin (LTU)                     |
| Duisburg 2007         | Jurij Tjeban (UKR)        | Maksim Opalev (RUS)       | Jevgenij Šuklin (LTU)                     |
| Dartmouth 2009        | Valentin Demyanenko (AZE) | Nikolaj Lipkin (RUS)      | Jevgenij Šuklin (LTU)                     |
| Poznan 2010           | Ivan Sjtyl (RUS)          | Thomas Simart (FRA)       | Jurij Tjeban (UKR) · Richard Dalton (CAN) |
| Szeged 2011           | Valentin Demyanenko (AZE) | Ivan Sjtyl (RUS)          | Alfonso Benavides (ESP)                   |
| Duisburg 2013         | Valentin Demyanenko (AZE) | Ivan Sjtyl (RUS)          | Alfonso Benavides (ESP)                   |
| Moskva 2014           | Jurij Tjeban (UKR)        | Aleksej Korovasjkov (RUS) | Jevgenij Šuklin (LTU)                     |
| Milano 2015           | Artsiom Kozyr (BLR)       | Li Qiang (CHN)            | Isaquias Queiroz (BRA)                    |
| Račice 2017           | Artsiom Kozyr (BLR)       | Zaza Nadiradze (GEO)      | Adel Mojallali (IRN)                      |
| Montemor-o-Velho 2018 | Artsiom Kozyr (BLR)       | Ivan Sjtyl (RUS)          | Henrikas Žustautas (LTU)                  |
| Szeged 2019           | Henrikas Žustautas (LTU)  | Artsiom Kozyr (BLR)       | Zaza Nadiradze (GEO)                      |
| Dartmouth 2022        | Oleksii Koliadych (POL)   | Nico Pickert (GER)        | Viktor Stepanov (KAZ)                     |
| Duisburg 2023         | Artur Guliyev (UZB)       | Joan Moreno (ESP)         | Oleksii Koliadych (POL)                   |

Dmytro Sabin från Ukraina tog silver 2002, men diskvalificerades på grund av dopning.

## C-1 500 m
Introducerades: 1971.
| Spel                  | Guld                      | Silver                       | Brons                      |
| Belgrad 1971          | Detlef Lewe (GER)         | Tamás Wichmann (HUN)         | Ivan Patzaichin (ROU)      |
| Tammerfors 1973       | Miklós Darvas (HUN)       | Nikolaj Fedulov (URS)        | Ivan Patzaichin (ROU)      |
| Mexico City 1974      | Serhij Petrenko (URS)     | Klaus Zeisler (GDR)          | Ivan Patzaichin (ROU)      |
| Belgrad 1975          | Serhij Petrenko (URS)     | Miklós Darvas (HUN)          | Borislav Ananiev (BUL)     |
| Sofia 1977            | Lipat Varabiev (ROU)      | Ulrich Eicke (GER)           | Zdislav Soroka (URS)       |
| Belgrad 1978          | Liubomir Ljubenov (BUL)   | Gyula Hajdu (HUN)            | Serhij Lymynovytj (URS)    |
| Duisburg 1979         | Serhij Postrechin (URS)   | Ulrich Eicke (GER)           | Liubomir Ljubenov (BUL)    |
| Nottingham 1981       | Olaf Heukrodt (GDR)       | Henadz Lisejtjykaŭ (URS)     | János Sarsui Kis (HUN)     |
| Belgrad 1982          | Olaf Heukrodt (GDR)       | János Sarsui Kis (HUN)       | Serhij Postrechin (URS)    |
| Tammerfors 1983       | Costicǎ Olaru (ROU)       | Ulrich Papke (GDR)           | Anatolij Volkov (URS)      |
| Machelen 1985         | Olaf Heukrodt (GDR)       | Anatolij Volkov (URS)        | Aurel Macarencu (ROU)      |
| Montréal 1986         | Olaf Heukrodt (GDR)       | Aurel Macarencu (ROU)        | Nikolai Buhalov (BUL)      |
| Duisburg 1987         | Olaf Heukrodt (GDR)       | Petr Procházka (TCH)         | Attila Szabó (HUN)         |
| Plovdiv 1989          | Mychajlo Slyvynskyj (URS) | Olaf Heukrodt (GDR)          | Martin Marinov (BUL)       |
| Poznan 1990           | Mychajlo Slyvynskyj (URS) | Thomas Zereske (GDR)         | Martin Marinov (BUL)       |
| Paris 1991            | Mychajlo Slyvynskyj (URS) | Nikolai Buhalov (BUL)        | Olaf Heukrodt (GER)        |
| Köpenhamn 1993        | Nikolai Buhalov (BUL)     | György Kolonics (HUN)        | Steve Giles (CAN)          |
| Mexico City 1994      | Nikolai Buhalov (BUL)     | Imre Pulai (HUN)             | Mychajlo Slyvynskyj (UKR)  |
| Duisburg 1995         | Nikolai Buhalov (BUL)     | Martin Doktor (CZE)          | Imre Pulai (HUN)           |
| Dartmouth 1997        | Martin Doktor (CZE)       | Béla Belicza (HUN)           | Mychajlo Slyvynskyj (UKR)  |
| Szeged 1998           | Maksim Opalev (RUS)       | Andreas Dittmer (GER)        | Mychajlo Slyvynskyj (UKR)  |
| Milano 1999           | Maksim Opalev (RUS)       | Martin Doktor (CZE)          | Andreas Dittmer (GER)      |
| Poznan 2001           | Maksim Opalev (RUS)       | György Kolonics (HUN)        | Andreas Dittmer (GER)      |
| Sevilla 2002          | Maksim Opalev (RUS)       | György Kolonics (HUN)        | Andreas Dittmer (GER)      |
| Gainesville 2003      | Andreas Dittmer (GER)     | Maksim Opalev (RUS)          | Martin Doktor (CZE)        |
| Zagreb 2005           | Andreas Dittmer (GER)     | Paweł Baraszkiewicz (POL)    | Maksim Opalev (RUS)        |
| Szeged 2006           | Maksim Opalev (RUS)       | Jurij Tjeban (UKR)           | Yang Wenjun (CHN)          |
| Duisburg 2007         | David Cal (ESP)           | Andreas Dittmer (GER)        | Yang Wenjun (CHN)          |
| Dartmouth 2009        | Dzianis Harazja (BLR)     | Nikolaj Lipkin (RUS)         | Mathieu Goubel (FRA)       |
| Poznan 2010           | Dzianis Harazja (BLR)     | Li Qiang (CHN)               | Vadim Menkov (UZB)         |
| Szeged 2011           | Vladimir Fedosenko (RUS)  | Dzianis Harazja (BLR)        | Oleksandr Maksymtjuk (UKR) |
| Duisburg 2013         | Isaquias Queiroz (BRA)    | Vadim Menkov (UZB)           | Erik Leue (GER)            |
| Moskva 2014           | Isaquias Queiroz (BRA)    | Sebastian Brendel (GER)      | Martin Fuksa (CZE)         |
| Milano 2015           | Martin Fuksa (CZE)        | Oleg Tarnovschi (MDA)        | Maksim Pjatroŭ (BLR)       |
| Račice 2017           | Martin Fuksa (CZE)        | Carlo Tacchini (ITA)         | Maksim Pjatroŭ (BLR)       |
| Montemor-o-Velho 2018 | Isaquias Queiroz (BRA)    | Sebastian Brendel (GER)      | Martin Fuksa (CZE)         |
| Szeged 2019           | Sebastian Brendel (GER)   | Angel Kodinov (BUL)          | Oleg Tarnovschi (MDA)      |
| Köpenhamn 2021        | Conrad Scheibner (GER)    | Martin Fuksa (CZE)           | Oleg Tarnovschi (MDA)      |
| Dartmouth 2022        | Isaquias Queiroz (BRA)    | Cătălin Chirilă (ROU)        | Martin Fuksa (CZE)         |
| Duisburg 2023         | Cătălin Chirilă (ROU)     | Conrad-Robin Scheibner (GER) | Serghei Tarnovschi (MDA)   |

## C-1 1000 m
Introducerades: 1938. Hölls inte: 1948. Återinfördes: 1950.
| Spel                  | Guld                         | Silver                      | Brons                    |
| Vaxholm 1938          | Otto Neumüller (GER)         | Hans Wiedemann (GER)        | Bohumil Sládek (TCH)     |
| Köpenhamn 1950        | Josef Holeček (TCH)          | Robert Boutigny (FRA)       | Bengt Backlund (SWE)     |
| Mâcon 1954            | János Parti (HUN)            | István Hernek (HUN)         | Jaroslav Poupa (TCH)     |
| Prag 1958             | Gennadij Bucharin (URS)      | Jiří Vokněr (TCH)           | Nichifor Tarara (ROM)    |
| Jajce 1963            | Simion Ismailcuic (ROU)      | Detlef Lewe (GER)           | Albrecht Müller (GDR)    |
| Östberlin 1966        | Detlef Lewe (GER)            | Tamás Wichmann (HUN)        | Anatolij Martynov (URS)  |
| Köpenhamn 1970        | Tibor Tatai (HUN)            | Jerzy Opara (POL)           | Jiří Čtvrtečka (TCH)     |
| Belgrad 1971          | Detlef Lewe (GER)            | Tibor Tatai (HUN)           | Vladas Česiūnas (URS)    |
| Tammerfors 1973       | Ivan Patzaichin (ROU)        | Romualdas Vinojinidis (URS) | Tamás Wichmann (HUN)     |
| Mexico City 1974      | Vasyl Jurtjenko (URS)        | Klaus Zeisler (GDR)         | Ivan Patzaichin (ROU)    |
| Belgrad 1975          | Vasyl Jurtjenko (URS)        | Ivan Patzaichin (ROU)       | Tamás Wichmann (HUN)     |
| Sofia 1977            | Ivan Patzaichin (ROU)        | Sergej Antipov (URS)        | Tamás Buday (HUN)        |
| Belgrad 1978          | Matija Ljubek (YUG)          | Tamás Wichmann (HUN)        | Ivan Patzaichin (ROU)    |
| Duisburg 1979         | Tamás Wichmann (HUN)         | Liubomir Ljubenov (BUL)     | Ivan Patzaichin (ROU)    |
| Nottingham 1981       | Ulrich Papke (GDR)           | Tamás Buday (HUN)           | Jiří Vrdlovec (TCH)      |
| Belgrad 1982          | Jörg Schmidt (GDR)           | Deszö Csépai (HUN)          | Vasyl Bereza (URS)       |
| Tammerfors 1983       | Vasyl Bereza (URS)           | Costicǎ Olaru (ROU)         | Jiří Vrdlovec (TCH)      |
| Machelen 1985         | Ivans Klementjevs (URS)      | Ulrich Eicke (FRG)          | Aurel Macarencu (ROU)    |
| Montréal 1986         | Aurel Macarencu (ROU)        | Ivans Klementjevs (URS)     | Ivan Šabjan (YUG)        |
| Duisburg 1987         | Olaf Heukrodt (GDR)          | Martin Marinov (BUL)        | Ivans Klementjevs (URS)  |
| Plovdiv 1989          | Ivans Klementjevs (URS)      | Larry Cain (CAN)            | Gáspár Boldizsár (HUN)   |
| Poznan 1990           | Ivans Klementjevs (URS)      | György Zala (HUN)           | Thomas Zereske (GDR)     |
| Paris 1991            | Ivans Klementjevs (URS)      | Nikolai Buhalov (BUL)       | Matthias Röder (GER)     |
| Köpenhamn 1993        | Ivans Klementjevs (LAT)      | Victor Partnoi (ROU)        | Matthias Röder (GER)     |
| Mexico City 1994      | Ivans Klementjevs (LAT)      | Nikolai Buhalov (BUL)       | Victor Partnoi (ROU)     |
| Duisburg 1995         | Imre Pulai (HUN)             | Martin Doktor (CZE)         | Ivans Klementjevs (LAT)  |
| Dartmouth 1997        | Andreas Dittmer (GER)        | Martin Doktor (CZE)         | Béla Belicza (HUN)       |
| Szeged 1998           | Steve Giles (CAN)            | Martin Doktor (CZE)         | Andreas Dittmer (GER)    |
| Milano 1999           | Maksim Opalev (RUS)          | Andreas Dittmer (GER)       | Martin Doktor (CZE)      |
| Poznan 2001           | Andreas Dittmer (GER)        | Martin Doktor (CZE)         | György Kolonics (HUN)    |
| Sevilla 2002          | Andreas Dittmer (GER)        | Maksim Opalev (RUS)         | Steve Giles (CAN)        |
| Gainesville 2003      | Andreas Dittmer (GER)        | David Cal (ESP)             | Maksim Opalev (RUS)      |
| Zagreb 2005           | Andreas Dittmer (GER)        | David Cal (ESP)             | Richard Dalton (CAN)     |
| Szeged 2006           | José Everado Cristóbal (MEX) | Andreas Dittmer (GER)       | Attila Vajda (HUN)       |
| Duisburg 2007         | Attila Vajda (HUN)           | Marián Ostrčil (SVK)        | David Cal (ESP)          |
| Dartmouth 2009        | Vadim Menkov (UZB)           | Mathieu Goubel (FRA)        | Sebastien Brendel (GER)  |
| Poznan 2010           | Vadim Menkov (UZB)           | Attila Vajda (HUN)          | Sebastien Brendel (GER)  |
| Szeged 2011           | Attila Vajda (HUN)           | David Cal (ESP)             | Vadim Menkov (UZB)       |
| Duisburg 2013         | Attila Vajda (HUN)           | Sebastian Brendel (GER)     | Isaquias Queiroz (BRA)   |
| Moskva 2014           | Sebastian Brendel (GER)      | Martin Fuksa (CZE)          | Attila Vajda (HUN)       |
| Milano 2015           | Sebastian Brendel (GER)      | Martin Fuksa (CZE)          | Serghei Tarnovschi (MDA) |
| Račice 2017           | Sebastian Brendel (GER)      | Martin Fuksa (CZE)          | Isaquias Queiroz (BRA)   |
| Montemor-o-Velho 2018 | Sebastian Brendel (GER)      | Martin Fuksa (CZE)          | Isaquias Queiroz (BRA)   |
| Szeged 2019           | Isaquias Queiroz (BRA)       | Tomasz Kaczor (POL)         | Adrien Bart (FRA)        |
| Köpenhamn 2021        | Conrad-Robin Scheibner (GER) | Martin Fuksa (CZE)          | Balázs Adolf (HUN)       |
| Dartmouth 2022        | Cătălin Chirilă (ROU)        | Isaquias Queiroz (BRA)      | Martin Fuksa (CZE)       |
| Duisburg 2023         | Martin Fuksa (CZE)           | Cătălin Chirilă (ROU)       | Sebastian Brendel (GER)  |

## C-1 5000 m
Introducerades: 2010
| Spel                  | Guld                     | Silver                      | Brons                   |
| Poznan 2010           | Ronald Verch (GER)       | Jose Luis Bouza (ESP)       | Marián Ostrčil (SVK)    |
| Szeged 2011           | Mychajlo Kosjman (UKR)   | Lukáš Koranda (CZE)         | Jose Luis Bouza (ESP)   |
| Duisburg 2013         | Sebastian Brendel (GER)  | Attila Vajda (HUN)          | Mark Oldershaw (CAN)    |
| Moskva 2014           | Sebastian Brendel (GER)  | Attila Vajda (HUN)          | Pavel Petrov (RUS)      |
| Milano 2015           | Sebastian Brendel (GER)  | Martin Antonio Campos (ESP) | Mateusz Kamiński (POL)  |
| Račice 2017           | Sebastian Brendel (GER)  | Serguey Torres (CUB)        | Mateusz Kamiński (POL)  |
| Montemor-o-Velho 2018 | Sebastian Brendel (GER)  | Fernando Jorge (CUB)        | Kirill Sjamsjurin (RUS) |
| Szeged 2019           | Sebastian Brendel (GER)  | Balázs Adolf (HUN)          | Fernando Jorge (CUB)    |
| Köpenhamn 2021        | Balázs Adolf (HUN)       | Sebastian Brendel (GER)     | Kirill Sjamsjurin (RUS) |
| Dartmouth 2022        | Serghei Tarnovschi (MDA) | Serguey Torres (CUB)        | Sebastian Brendel (GER) |
| Duisburg 2023         | Balázs Adolf (HUN)       | Sebastian Brendel (GER)     | Wiktor Głazunow (POL)   |

## C-1 10000 m
Introducerades: 1950. Togs bort: 1993.
| Spel             | Guld                    | Silver                    | Brons                     |
| Köpenhamn 1950   | Robert Boutigny (FRA)   | Josef Holeček (TCH)       | Bengt Backlund (SWE)      |
| Mâcon 1954       | Jiří Vokněr (TCH)       | František Čapek (TCH)     | István Hernek (HUN)       |
| Prag 1958        | Gennadij Bucharin (URS) | Jiří Vokněr (TCH)         | Nichifor Tarara (ROU)     |
| Jajce 1963       | Michail Zamothin (URS)  | Andrei Igorov (ROU)       | Albrecht Müller (GDR)     |
| Östberlin 1966   | Antal Hajba (HUN)       | Rudolf Pěnkava (TCH)      | Michail Zamothin (URS)    |
| Köpenhamn 1970   | Tamás Wichmann (HUN)    | Afansie Butelchin (ROU)   | Nikolaj Fedulov (URS)     |
| Belgrad 1971     | Tamás Wichmann (HUN)    | Vasyl Jurtjenko (URS)     | Lipat Varabiev (ROU)      |
| Tammerfors 1973  | Vasyl Jurtjenko (URS)   | Lipat Varabiev (ROU)      | Tamás Wichmann (HUN)      |
| Mexico City 1974 | Tamás Wichmann (HUN)    | Vasyl Jurtjenko (URS)     | Ivan Patzaichin (ROU)     |
| Belgrad 1975     | Vasyl Jurtjenko (URS)   | Károly Szegedi (HUN)      | Matija Ljubek (YUG)       |
| Sofia 1977       | Tamás Wichmann (HUN)    | Vasyl Jurtjenko (URS)     | Ivan Patzaichin (ROU)     |
| Belgrad 1978     | Ivan Patzaichin (ROU)   | Vasyl Jurtjenko (URS)     | Matija Ljubek (YUG)       |
| Duisburg 1979    | Tamás Wichmann (HUN)    | Serhij Lymynovytj (URS)   | Ivan Patzaichin (ROU)     |
| Nottingham 1981  | Tamás Wichmann (HUN)    | Matija Ljubek (YUG)       | Serhij Lymynovytj (URS)   |
| Belgrad 1982     | Tamás Wichmann (HUN)    | Jiří Vrdlovec (TCH)       | Gheorghe Titu (ROU)       |
| Tammerfors 1983  | Jiří Vrdlovec (TCH)     | Gheorghe Titu (ROU)       | Tamás Wichmann (HUN)      |
| Machelen 1985    | Jiří Vrdlovec (TCH)     | Tachir Kamaletdinov (URS) | Attila Lipták (HUN)       |
| Montréal 1986    | Aurel Macarencu (ROU)   | Ivan Šabjan (YUG)         | Didier Hoyer (FRA)        |
| Duisburg 1987    | Ivan Šabjan (YUG)       | Zsolt Bohács (HUN)        | Tachir Kamaletdinov (URS) |
| Plovdiv 1989     | Ivans Klementjevs (URS) | Zsolt Bohács (HUN)        | Jan Bartůněk (TCH)        |
| Poznan 1990      | Zsolt Bohács (HUN)      | Jan Bartůněk (TCH)        | Ivans Klementjevs (URS)   |
| Paris 1991       | Zsolt Bohács (HUN)      | Ivans Klementjevs (URS)   | Andrew Train (GBR)        |
| Köpenhamn 1993   | Zsolt Bohács (HUN)      | Pavel Bednar (CZE)        | Andreas Dittmer (GER)     |

## C-2 200 m
Introducerades: 1994.
| Spel                  | Guld                                              | Silver                                      | Brons                                            |
| Mexico City 1994      | Aljaksandr Masiajkoŭ Dzmitryj Daŭhaljonak Belarus | György Kolonics Csaba Horváth Ungern        | Olivier Bolvin Sylvain Hoyer Frankrike           |
| Duisburg 1995         | György Kolonics Csaba Horváth Ungern              | Mark Eschelbach Thomas Zereske Tyskland     | Martin Marinov Blagovest Stoyanov Bulgarien      |
| Dartmouth 1997        | Thomas Zereske Christian Gille Tyskland           | Pavel Konovalov Vladimir Ladosja Ryssland   | Petr Fuksa Pavel Bednar Tjeckien                 |
| Szeged 1998           | Thomas Zereske Christian Gille Tyskland           | Miklós Buzál Attila Végh Ungern             | Vladislav Polzunov Andrej Kabanov Ryssland       |
| Milano 1999           | Konstantin Fomitjov Aleksandr Artemida Ryssland   | Daniel Jędraszko Paweł Baraszkiewicz Polen  | Thomas Zereske Christian Gille Tyskland          |
| Poznan 2001           | Paweł Baraszkiewicz Daniel Jędraszko Polen        | Ionel Averian Mikhail Vartolomei Rumänien   | Ibrahim Rojas Leobaldo Pereira Kuba              |
| Sevilla 2002          | Ibrahim Rojas Ledi Balceiro Kuba                  | Petr Fuksa Petr Netušil Tjeckien            | Mikhail Vartolomei Ionel Averian Rumänien        |
| Gainesville 2003      | Paweł Baraszkiewicz Daniel Jędraszko Polen        | Petr Fuksa Petr Netušil Tjeckien            | Serhij Klymnjuk Dmytro Sabin Ukraina             |
| Zagreb 2005           | Jevgenij Ignatov Nikolaj Lipkin Ryssland          | Christian Gille Tomasz Wylenzek Tyskland    | Serguey Torres Karel Aguilar Kuba                |
| Szeged 2006           | Jevgenij Ignatov Ivan Sjtyl Ryssland              | Christian Gille Tomasz Wylenzek Tyskland    | Raimundas Labuckas Tomas Gadeikis Litauen        |
| Duisburg 2007         | Jevgenij Ignatov Ivan Sjtyl Ryssland              | Christian Gille Tomasz Wylenzek Tyskland    | Raimundas Labuckas Tomas Gadeikis Litauen        |
| Dartmouth 2009        | Tomas Gadeikis Raimundas Labuckas Litauen         | Jevgenij Ignatov Ivan Sjtyl Ryssland        | Stefan Holtz Robert Nuck Tyskland                |
| Poznan 2010           | Raimundas Labuckas Tomas Gadeikis Litauen         | Jevgenij Ignatov Ivan Sjtyl Ryssland        | Paweł Skowroński Paweł Baraszkiewicz Polen       |
| Szeged 2011           | Raimundas Labuckas Tomas Gadeikis Litauen         | Viktor Melantiev Nikolaj Lipkin Ryssland    | Dzmitryj Rabtjanka Aljaksandr Valtjetski Belarus |
| Duisburg 2013         | Robert Nuck Stefan Holtz Tyskland                 | Aleksandr Kovalenko Nikolaj Lipkin Ryssland | Dzmitrij Rabtjanka Aleksandr Vauchetskij Belarus |
| Moskva 2014           | Aleksej Korovasjkov Ivan Sjtyl Ryssland           | Stefan Holtz Robert Nuck Tyskland           | Isaquias Queiroz Erlon Silva Brasilien           |
| Milano 2015           | Aleksej Korovasjkov Ivan Sjtyl Ryssland           | Hleb Saladucha Dzianis Machlaj Belarus      | Stefan Holtz Robert Nuck Tyskland                |
| Račice 2017           | Ivan Sjtyl Aleksandr Kovalenko Ryssland           | Michał Lubniewski Arsen Śliwiński Polen     | Ádám Fekete Jonatán Hajdu Ungern                 |
| Montemor-o-Velho 2018 | Hleb Saladucha Dzianis Machlaj Belarus            | Michał Łubniewski Arsen Śliwiński Polen     | Aleksandr Kovalenko Ivan Sjtyl Ryssland          |
| Szeged 2019           | Alberto Pedrero Pablo Graña Spanien               | Michał Łubniewski Arsen Śliwiński Polen     | Artur Guliyev Elyorjon Mamadaliyev Uzbekistan    |

## C-2 500 m
Introducerades: 1971.
| Spel                  | Guld                                             | Silver                                               | Brons                                           |
| Belgrad 1971          | Georghe Danielov Gheorghe Simionov Rumänien      | Jurij Lobanov Vladimir Pankov Sovjetunionen          | Viktor Boitschev Fedja Stefanov Bulgarien       |
| Tammerfors 1973       | Oleg Kalidov Vitalij Slobodenjuk Sovjetunionen   | Georghe Danielov Gheorghe Simionov Rumänien          | Jerzy Opara Andrezj Gronowicz Polen             |
| Mexico City 1974      | Aleksandr Vinogradov Jurij Lobanov Sovjetunionen | Georghe Danielov Gheorghe Simionov Rumänien          | Tomáš Šach Jiří Čtvrtečka Tjeckoslovakien       |
| Belgrad 1975          | Aleksandr Vinogradov Jurij Lobanov Sovjetunionen | Tomáš Šach Jiří Čtvrtečka Tjeckoslovakien            | Gábor Arva Péter Povázsay Ungern                |
| Sofia 1977            | László Foltán István Vaskúti Ungern              | John Wood Gregory Smith Kanada                       | Vasyl Jurtjenko Jurij Lobanov Sovjetunionen     |
| Belgrad 1978          | László Foltán István Vaskúti Ungern              | Serhij Petrenko Petras Grigonis Sovjetunionen        | Gheorghe Simionov Toma Simionov Rumänien        |
| Duisburg 1979         | Ivan Patzaichin Istvan Capusta Rumänien          | Serhij Petrenko Aleksandr Vinogradov Sovjetunionen   | Marek Łbik Piotr Pawlowski Polen                |
| Nottingham 1981       | László Foltán István Vaskúti Ungern              | Edem Muradasilov Vygantas Čekaitis Sovjetunionen     | Liubomir Ljubenov Sevdalin Ilkov Bulgarien      |
| Belgrad 1982          | Matija Ljubek Mirko Nišović Jugoslavien          | Jurij Laptikov Sergej Petrenko Sovjetunionen         | László Foltán István Vaskúti Ungern             |
| Tammerfors 1983       | Matija Ljubek Mirko Nišović Jugoslavien          | Ivans Klementjevs Serhij Osadtjyj Sovjetunionen      | Dumitru Betiu Flodor Gurei Rumänien             |
| Machelen 1985         | János Sarsui Kis István Vaskúti Ungern           | Marek Łbik Marek Dopierała Polen                     | Ulrich Papke Uwe Madeja Östtyskland             |
| Montréal 1986         | János Sarsui Kis István Vaskúti Ungern           | Viktar Renejski Oleksandr Kalynytjenko Sovjetunionen | Ulrich Papke Ingo Spelly Östtyskland            |
| Duisburg 1987         | Marek Łbik Marek Dopierała Polen                 | Jurij Hurin Valerij Vesjko Sovjetunionen             | Petr Procházka Alon Lochinsky Tjeckoslovakien   |
| Plovdiv 1989          | Viktar Renejski Nicolae Juravschi Sovjetunionen  | Tomasz Goliasz Marek Łbik Polen                      | Joël Bettin Philippe Renaud Frankrike           |
| Poznan 1990           | Viktar Renejski Nicolae Juravschi Sovjetunionen  | Ulrich Papke Ingo Spelly Östtyskland                 | Attila Pálizs György Zala Ungern                |
| Paris 1991            | Attila Pálizs Attila Szabó Ungern                | Viktar Renejski Nicolae Juravschi Sovjetunionen      | Olivier Bolvin Didier Hoyer Frankrike           |
| Köpenhamn 1993        | György Kolonics Csaba Horváth Ungern             | Christian Frederiksen Arne Nielsson Danmark          | Andreas Dittmer Gunar Kirchbach Tyskland        |
| Mexico City 1994      | Gheorghe Andriev Grigore Obreja Rumänien         | György Kolonics Csaba Horváth Ungern                 | Blagovest Stojanov Martin Marinov Bulgarien     |
| Duisburg 1995         | György Kolonics Csaba Horváth Ungern             | Victor Reneischi Nicolae Juravschi Moldavien         | Andreas Dittmer Gunar Kirchbach Tyskland        |
| Dartmouth 1997        | György Kolonics Csaba Horváth Ungern             | Daniel Jędraszko Paweł Baraszkiewicz Polen           | Thomas Zereske Christian Gille Tyskland         |
| Szeged 1998           | György Kolonics Csaba Horváth Ungern             | Daniel Jędraszko Paweł Baraszkiewicz Polen           | Thomas Zereske Christian Gille Tyskland         |
| Milano 1999           | Daniel Jędraszko Paweł Baraszkiewicz Polen       | Imre Pulai Ferenc Novák Ungern                       | Aleksandr Kovaljov Aleksandr Kostoglod Ryssland |
| Poznan 2001           | Ibrahim Rojas Leobaldo Pereira Kuba              | Daniel Jędraszko Paweł Baraszkiewicz Polen           | Mitică Pricop Florian Popescu Rumänien          |
| Sevilla 2002          | Ibrahim Rojas Ledi Balceiro Kuba                 | Florian Popescu Silviu Simioncencu Rumänien          | Sergej Ulegin Aleksandr Kostoglod Ryssland      |
| Gainesville 2003      | Paweł Baraszkiewicz Daniel Jędraszko Polen       | Silviu Simiocencu Florin Popescu Rumänien            | Ibrahim Rojas Ledi Balceiro Kuba                |
| Zagreb 2005           | Christian Gille Tomasz Wylenzek Tyskland         | György Kozmann György Kolonics Ungern                | Serguey Torres Karel Aguilar Kuba               |
| Szeged 2006           | Aleksandr Kostoglod Sergej Ulegin Ryssland       | Stefan Holtz Robert Nuck Tyskland                    | György Kozmann György Kolonics Ungern           |
| Duisburg 2007         | György Kozmann György Kolonics Ungern            | Josif Chirila Andrei Cuculici Rumänien               | Christian Gille Tomasz Wylenzek Tyskland        |
| Dartmouth 2009        | Stefan Holtz Robert Nuck Tyskland                | Jevgenij Ignatov Ivan Sjtyl Ryssland                 | Sergey Bezuqlı Maksim Prokopenko Azerbajdzjan   |
| Poznan 2010           | Alexandru Dumitrescu Victor Mihalachi Rumänien   | Sergey Bezuqlı Maksim Prokopenko Azerbajdzjan        | Pavel Petrov Aleksandr Kostoglod Ryssland       |
| Szeged 2011           | Alexandru Dumitrescu Victor Mihalachi Rumänien   | Sergey Bezuqlı Maksim Prokopenko Azerbajdzjan        | Peter Kretschmer Kurt Kuschela Tyskland         |
| Duisburg 2013         | Viktor Melantiev Ivan Sjtyl Ryssland             | Henrik Vasbányai Róbert Mike Ungern                  | Jaroslav Radoň Filip Dvořák Tjeckien            |
| Moskva 2014           | Aleksej Korovasjkov Ivan Sjtyl Ryssland          | Alexandru Dumitrescu Victor Mihalachi Rumänien       | Rolexis Baez Serguey Torres Kuba                |
| Milano 2015           | Pavel Petrov Michail Pavlov Ryssland             | Wiktor Głazunow Vincent Słomiński Polen              | Dmytro Jantjuk Taras Misjtjuk Ukraina           |
| Račice 2017           | Ivan Sjtyl Viktor Melantiev Ryssland             | Victor Mihalachi Leonid Carp Rumänien                | Sergiu Craciun Nicolae Craciun Italien          |
| Montemor-o-Velho 2018 | Isaquias Queiroz Erlon Silva Brasilien           | Viktor Melantiev Vladislav Tjebotar Ryssland         | Arsen Śliwiński Michał Lubniewski Polen         |
| Szeged 2019           | Li Qiang Xing Song Kina                          | Jonatán Hajdu Ádám Fekete Ungern                     | Sete Benavides Antoni Segura Spanien            |
| Köpenhamn 2021        | Nicolae Craciun Daniele Santini Italien          | Jonatán Hajdu Ádám Fekete Ungern                     | Viktor Melantiev Vladislav Tjebotar (RCF)       |
| Dartmouth 2022        | Cayetano García Pablo Martínez Spanien           | Wiktor Głazunow Tomasz Barniak Polen                 | Liu Hao Ji Bowen Kina                           |
| Duisburg 2023         | Peter Kretschmer Tim Hecker Tyskland             | Liu Hao Ji Bowen Kina                                | Cayetano García Pablo Martínez Spanien          |

Sergej Ulegin och Aleksandr Kostoglod från Ryssland tog silver 2003, men då Ulegin testades positivt för dopning blev de av med medaljerna.

## C-2 1000 m
Introducerades: 1938. Hölls inte: 1948. Återinfördes: 1950.
| Spel                  | Guld                                            | Silver                                            | Brons                                             |
| Vaxholm 1938          | Rupert Weinstabl Karl Proisl Tyskland           | Bohuslav Karlík Jan Brzák-Felix Tjeckoslovakien   | Václáv Mottl Zdeněk Škrland Tjeckoslovakien       |
| Köpenhamn 1950        | Jan Brzák-Felix Bohumil Kudrna Tjeckoslovakien  | Georges Dransart Armand Loreau Frankrike          | Václáv Havel Jiří Pecka Tjeckoslovakien           |
| Mâcon 1954            | Kurt Liebhart Engelbert Lulla Österrike         | István Bodor József Tuza Ungern                   | Ferenc Csonka Mihály Sasvari Ungern               |
| Prag 1958             | Alexe Dumitru Simion Ismailciuc Rumänien        | László Simari Lajos Bodnar Ungern                 | Jiří Kodeš Václav Vokál Tjeckoslovakien           |
| Jajce 1963            | Achim Sidorov Alexe Iacovici Rumänien           | Vitalij Galkov Michail Zamotin Sovjetunionen      | Endre Gyürü Árpád Soltész Ungern                  |
| Östberlin 1966        | Vicol Calabiciov Serghei Covaliov Rumänien      | Bernd Lindelöf Erik Zeidlitz Sverige              | Árpád Soltész Csaba Szantó Ungern                 |
| Köpenhamn 1970        | Ivan Patzaichin Serghei Covaliov Rumänien       | Tamás Wichmann Gyula Petrikovics Ungern           | Boris Lubenov Sachko Iliev Bulgarien              |
| Belgrad 1971          | Tamás Wichmann Gyula Petrikovics Ungern         | Ivan Patzaichin Serghei Covaliov Rumänien         | Viktor Boitschev Fedia Damianov Bulgarien         |
| Tammerfors 1973       | Ivan Patzaichin Serghei Covaliov Rumänien       | Vladas Česiūnas Jurij Lobanov Sovjetunionen       | Tamás Wichmann Gyula Petrikovics Ungern           |
| Mexico City 1974      | Vladas Česiūnas Jurij Lobanov Sovjetunionen     | Jerzy Opara Andrzej Gronowicz Polen               | Cherasim Munteanu Vasile Serghei Rumänien         |
| Belgrad 1975          | Gábor Arva Péter Povázsay Ungern                | Georghe Danielov Gheorghe Simionov Rumänien       | Roman Vyzjenko Aleksandr Vinogradov Sovjetunionen |
| Sofia 1977            | Vasyl Jurtjenko Jurij Lobanov Sovjetunionen     | Tamás Buday Oszkár Frey Ungern                    | Jerzy Opara Andrzej Gronowicz Polen               |
| Belgrad 1978          | Tamás Buday Oszkár Frey Ungern                  | Gheorghe Simionov Toma Simionov Rumänien          | Serhij Postrechin Jurij Lobanov Sovjetunionen     |
| Duisburg 1979         | Vasyl Jurtjenko Jurij Lobanov Sovjetunionen     | Tamás Buday Oszkár Frey Ungern                    | Toma Simionov Gheorghe Simionov Rumänien          |
| Nottingham 1981       | Ivan Patzaichin Toma Simionov Rumänien          | Olaf Heukrodt Uwe Madeja Östtyskland              | Edem Muradasilov Vygantas Čekaitis Sovjetunionen  |
| Belgrad 1982          | János Sarsui Kis Gyula Hajdu Ungern             | Matija Ljubek Mirko Nišović Jugoslavien           | Olaf Heukrodt Uwe Madeja Östtyskland              |
| Tammerfors 1983       | Ivan Patzaichin Toma Simionov Rumänien          | Olaf Heukrodt Alexander Schuck Östtyskland        | Matija Ljubek Mirko Nišović Jugoslavien           |
| Machelen 1985         | Olaf Heukrodt Alexander Schuck Östtyskland      | Matija Ljubek Mirko Nišović Jugoslavien           | Marek Łbik Marek Dopierała Polen                  |
| Montréal 1986         | János Sarsui Kis István Vaskúti Ungern          | Marek Łbik Marek Dopierała Polen                  | Wolfram Faust Hartmut Faust Västtyskland          |
| Duisburg 1987         | Jurij Hurin Valerij Vesjko Sovjetunionen        | Marek Łbik Marek Dopierała Polen                  | Ulrich Papke Ingo Spelly Östtyskland              |
| Plovdiv 1989          | Christian Frederiksen Arne Nielsson Danmark     | Olivier Bolvin Didier Hoyer Frankrike             | Jurij Hurin Valerij Vesjko Sovjetunionen          |
| Poznan 1990           | Ulrich Papke Ingo Spelly Östtyskland            | Gheorghe Andriev Vasile Lehaci Rumänien           | Aleksandr Gramovitj Jurij Hurin Sovjetunionen     |
| Paris 1991            | Ulrich Papke Ingo Spelly Tyskland               | Olivier Bolvin Didier Hoyer Frankrike             | Viktar Renejski Nicolae Juravschi Sovjetunionen   |
| Köpenhamn 1993        | Christian Frederiksen Arne Nielsson Danmark     | Olivier Bolvin Didier Hoyer Frankrike             | Ulrich Papke Ingo Spelly Tyskland                 |
| Mexico City 1994      | Andreas Dittmer Gunar Kirchbach Tyskland        | Ferenc Novák Gáspár Boldizsár Ungern              | Dariusz Koszykowski Tomasz Goliasz Polen          |
| Duisburg 1995         | György Kolonics Csaba Horváth Ungern            | Antonel Borsan Marcel Glavan Rumänien             | Andreas Dittmer Gunar Kirchbach Tyskland          |
| Dartmouth 1997        | Gunar Kirchbach Matthias Röder Tyskland         | György Kolonics Csaba Horváth Ungern              | Andrew Train Stephen Train Storbritannien         |
| Szeged 1998           | Aleksandr Kovaljov Aleksandr Kostoglod Ryssland | Gheorghe Andriev Florin Popescu Rumänien          | György Zala Endre Ipacs Ungern                    |
| Milano 1999           | Aleksandr Kovaljov Aleksandr Kostoglod Ryssland | Ibrahim Rojas Leobaldo Pereira Kuba               | Patrick Schulze Peter John Tyskland               |
| Poznan 2001           | Marcin Kobierski Michał Śliwiński Polen         | José Alfredo Bea David Mascató Spanien            | Ibrahim Rojas Leobaldo Pereira Kuba               |
| Sevilla 2002          | Marcin Kobierski Michał Śliwiński Polen         | Ibrahim Rojas Ledi Balceiro Kuba                  | Richard Dalton Mike Scarola Kanada                |
| Gainesville 2003      | Silviu Simiocencu Florin Popescu Rumänien       | Aleksandr Kovaljov Aleksandr Kostoglod Ryssland   | György Kozmann György Kolonics Ungern             |
| Zagreb 2005           | Christian Gille Tomasz Wylenzek Tyskland        | Serguey Torres Karel Aguilar Kuba                 | György Kozmann György Kolonics Ungern             |
| Szeged 2006           | György Kozmann György Kolonics Ungern           | Attila Buday Tamás Buday, Jr. Kanada              | Maksym Prokopenko Serhij Bezuhlyj Ukraina         |
| Duisburg 2007         | Christian Gille Tomasz Wylenzek Tyskland        | Serguey Torres Karel Aguilar Kuba                 | Wojciech Tyszyński Paweł Baraszkiewicz Polen      |
| Dartmouth 2009        | Erik Leue Tomasz Wylenzek Tyskland              | Sergey Bezuqlı Maksim Prokopenko Azerbajdzjan     | Nikolaj Lipkin Viktor Melantiev Ryssland          |
| Poznan 2010           | Alexandru Dumitrescu Victor Mihalachi Rumänien  | Andrej Bahdanovitj Aljaksandr Bahdanovitj Belarus | Márton Tóth Róbert Mike Ungern                    |
| Szeged 2011           | Stefan Holtz Tomasz Wylenzek Tyskland           | Sergey Bezuqlı Maksim Prokopenko Azerbajdzjan     | Alexandru Dumitrescu Victor Mihalachi Rumänien    |
| Duisburg 2013         | Henrik Vasbányai Róbert Mike Ungern             | Viktor Melantiev Ilja Pervuchin Ryssland          | Jaroslav Radoň Filip Dvořák Tjeckien              |
| Moskva 2014           | Alexandru Dumitrescu Victor Mihalachi Rumänien  | Henrik Vasbányai Róbert Mike Ungern               | Yul Oeltze Ronald Verch Tyskland                  |
| Milano 2015           | Erlon Silva Isaquias Queiroz Brasilien          | Henrik Vasbányai Róbert Mike Ungern               | Piotr Kuleta Marcin Grzybowski Polen              |
| Račice 2017           | Peter Kretschmer Yul Oeltze Tyskland            | Serguey Torres Fernando Enriquez Kuba             | Viktor Melantiev Vladislav Tjebotar Ryssland      |
| Montemor-o-Velho 2018 | Yul Oeltze Peter Kretschmer Tyskland            | Serguey Torres Fernando Enrique Kuba              | Kirill Sjamsjurin Ilja Pervuchin Ryssland         |
| Szeged 2019           | Liu Hao Wang Hao Kina                           | Serguey Torres Fernando Jorge Kuba                | Erlon Silva Isaquias Queiroz Brasilien            |
| Köpenhamn 2021        | Kirill Sjamsjurin Vladislav Tjebotar (RCF)      | Wiktor Głazunow Tomasz Barniak Polen              | Serguey Torres Fernando Jorge Kuba                |
| Dartmouth 2022        | Sebastian Brendel Tim Hecker Tyskland           | Liu Hao Ji Bowen Kina                             | Craig Spence Bret Himmelman Kanada                |
| Duisburg 2023         | Nicolae Craciun Daniele Santini Italien         | Moritz Adam Nico Pickert Tyskland                 | Ilie Sprîncean Oleg Nuţă Rumänien                 |

## C-2 10000 m
Introducerades: 1938. Hölls inte: 1948. Återinfördes: 1950. Togs bort: 1993.
| Spel             | Guld                                              | Silver                                        | Brons                                               |
| Vaxholm 1938     | Bohuslav Karlík Jan Brzák-Felix Tjeckoslovakien   | Rupert Weinstabl Karl Proisl Tyskland         | Christian Holzenberg Heinz Jürgens Tyskland         |
| Köpenhamn 1950   | Jan Brzák-Felix Bohumil Kudrna Tjeckoslovakien    | Georges Dransart Armand Loreau Frankrike      | Bohuslav Karlík Oldřich Lomecký Tjeckoslovakien     |
| Mâcon 1954       | Károly Wieland József Halmay Ungern               | Ferenc Csonka Mihály Sasvari Ungern           | Jaroslav Sieger Zdeněk Ziegler Tjeckoslovakien      |
| Prag 1958        | Stepan Osjtjepkov Aleksandr Silajev Sovjetunionen | Achim Sidorov Lavrenti Kalinov Rumänien       | Jiří Kodeš Václav Vokál Tjeckoslovakien             |
| Jajce 1963       | Leanid Hejsjtar Siarhej Makaranka Sovjetunionen   | Willi Mehlberg Werner Ulrich Östtyskland      | Lavrenti Kalinov Igor Lipalit Rumänien              |
| Östberlin 1966   | Petre Maxim Gheorghe Simionov Rumänien            | Valerij Drybas Andrij Chimitj Sovjetunionen   | András Peter István Cserha Ungern                   |
| Köpenhamn 1970   | Petre Maxim Gheorghe Simionov Rumänien            | Valerij Drybas Vasilij Kaljagin Sovjetunionen | Bernt Lindelöf Erik Zeidlitz Sverige                |
| Belgrad 1971     | Naum Prokupets Aleksandr Vinogradov Sovjetunionen | László Hingt István Cserha Ungern             | Serghei Covaliov Vicol Calabiciov Rumänien          |
| Tammerfors 1973  | Vladas Česiūnas Jurij Lobanov Sovjetunionen       | Vasile Serghei Cherasim Munteanu Rumänien     | Tamás Buday Gábor Haraszti Ungern                   |
| Mexico City 1974 | Vladas Česiūnas Jurij Lobanov Sovjetunionen       | Tamás Buday Gábor Haraszti Ungern             | Alain Acard Jean-Paul Cezard Frankrike              |
| Belgrad 1975     | Vladas Česiūnas Jurij Lobanov Sovjetunionen       | Tamás Buday Oszkár Frey Ungern                | Ivan Burtschin Stefan Iliev Bulgarien               |
| Sofia 1977       | Sergej Petrenko Jurij Lobanov Sovjetunionen       | Lipat Varabiev Pavel Cozlov Rumänien          | Zoltán Parti András Hubik Ungern                    |
| Belgrad 1978     | Tamás Buday László Vaskúti Ungern                 | Gheorghe Simionov Toma Simionov Rumänien      | Viktor Vorobjov Aleksandr Belyj Sovjetunionen       |
| Duisburg 1979    | Vasyl Jurtjenko Jurij Lobanov Sovjetunionen       | Cherasim Munteanu Gheorge Titu Rumänien       | Tamás Buday László Vaskúti Ungern                   |
| Nottingham 1981  | Tamás Buday László Vaskúti Ungern                 | Ivan Patzaichin Toma Simionov Rumänien        | Jiří Vrdlovec Petr Kubíček Tjeckoslovakien          |
| Belgrad 1982     | Ivan Patzaichin Toma Simionov Rumänien            | Vasyl Bereza Edem Muradasilov Sovjetunionen   | Tamás Buday László Vaskúti Ungern                   |
| Tammerfors 1983  | Tamás Buday László Vaskúti Ungern                 | Ivan Patzaichin Toma Simionov Rumänien        | Serhij Petrenko Jurij Laptikov Sovjetunionen        |
| Machelen 1985    | Matija Ljubek Mirko Nišović Jugoslavien           | Andrew Train Stephen Train Storbritannien     | Matei Kapalkov Tosjo Kapalkov Bulgarien             |
| Montréal 1986    | Marek Łbik Marek Dopierała Polen                  | Dumitru Betiu Vasile Lehaci Rumänien          | Arne Nielsson Christian Frederiksen Danmark         |
| Duisburg 1987    | Arne Nielsson Christian Frederiksen Danmark       | Robert Ridig Pál Pétervári Ungern             | Andrew Train Stephen Train Storbritannien           |
| Plovdiv 1989     | Christian Frederiksen Arne Nielsson Danmark       | Olivier Bolvin Didier Hoyer Frankrike         | Andrew Train Stephen Train Storbritannien           |
| Poznan 1990      | Christian Frederiksen Arne Nielsson Danmark       | Gheorghe Andriev Vasile Lehaci Rumänien       | Andrij Balabanov Viktor Dobrotvorskyj Sovjetunionen |
| Paris 1991       | István Gyulay Pál Pétervári Ungern                | Gheorghe Andriev Romice Haralambie Rumänien   | Andrew Train Stephen Train Storbritannien           |
| Köpenhamn 1993   | Christian Frederiksen Arne Nielsson Danmark       | Andrew Train Stephen Train Storbritannien     | Andrij Balabanov Viktor Dobrotvorskyj Ukraina       |

## C-4 200 m
Introducerades: 1994. Togs bort 2009.
| Spel             | Guld                                                                                         | Silver                                                                                      | Brons                                                                                          |
| Mexico City 1994 | Pavel Konovalov Andrej Kabanov Sergej Tjemerov Aleksandr Kostoglod Ryssland                  | György Kolonics Csaba Horváth Attila Szabó Ervin Hoffmann Ungern                            | Petr Procházka Tomáš Křivánek Roman Dittrich Waldemar Fibigr Tjeckien                          |
| Duisburg 1995    | Ervin Hoffmann Attila Szabó György Kolonics Csaba Horváth Ungern                             | Petr Procházka Tomáš Křivánek Roman Dittrich Waldemar Fibigr Tjeckien                       | Olivier Bolvin Sylvain Hoyer Éric le Leuch Bénoît Bernard Frankrike                            |
| Dartmouth 1997   | Aljaksandr Masiajkoŭ Andrej Beljajev Anatol Rjenejski Uladzimir Merynaŭ Belarus              | György Kolonics Csaba Horváth Ervin Hoffmann Béla Belicza Ungern                            | Petr Procházka Tomáš Křivánek Roman Dittrich Waldemar Fibigr Tjeckien                          |
| Szeged 1998      | Petr Procházka Tomáš Křivánek Petr Fuksa Karel Kožíšek Tjeckien                              | Aljaksandr Masiajkoŭ Andrej Beljajev Anatol Rjenejski Uladzimir Merynaŭ Belarus             | Pavel Konovalov Konstantin Fomitjov Vladimir Ladosja Aleksandr Kostoglod Ryssland              |
| Milano 1999      | Roman Krugljakov Vladimir Ladosja Konstantin Fomitjov Andrej Kabanov Ryssland                | Petr Procházka Jan Břečka Petr Fuksa Karel Kožíšek Tjeckien                                 | Mitică Pricop Ionel Averian Gheorghe Andriev Florin Popescu Rumänien                           |
| Poznan 2001      | György Zala György Kozmann Béla Belicza Gábor Ivan Ungern                                    | Petr Netušil Jan Břečka Karel Kožíšek Petr Fuksa Tjeckien                                   | Aleksandr Kovaljov Aleksandr Kostoglod Vladislav Polzounov Maksim Opalev Ryssland              |
| Sevilla 2002     | Maksim Opalev Roman Krugljakov Sergej Ulegin Aleksandr Kostoglod Ryssland                    | Petr Fuksa Jan Břečka Petr Procházka Karel Kožíšek Tjeckien                                 | Mikhail Vartolemei Ionel Averian Mitică Pricop Petra Condrat Rumänien                          |
| Gainesville 2003 | Sándor Malomsoki Laszlo Vasali György Kozmann György Kolonics Ungern                         | Petr Fuksa Petr Netušil Jan Břečka Karel Kožíšek Tjeckien                                   | Silviu Simioncencu Mitică Pricop Florin Popescu Petra Condrat Rumänien                         |
| Zagreb 2005      | Maksim Opalev Roman Krugljakov Aleksandr Kovaljov Aleksandr Kostoglod Ryssland               | Petr Procházka Petr Netušil Jan Břečka Petr Fuksa Tjeckien                                  | Aljaksandar Zjukoŭski Aljaksandr Kurljandtjyk Aljaksandr Bahdanovitj Siamjon Sapanenka Belarus |
| Szeged 2006      | Petr Procházka Jiří Heller Jan Břečka Petr Fuksa Tjeckien                                    | Kanstantsin Sjtjarbak Dzmitryj Rabtjanka Aljaksandr Valtjetski Dzmitryj Vajtsisjkin Belarus | Pál Sarudi Márton Joób Gábor Horváth Péter Balázs Ungern                                       |
| Duisburg 2007    | Gábor Horváth Péter Balázs Márton Joób Pál Sarudi Ungern                                     | Jevgenij Dorochin Nikolaj Lipkin Jevgenij Ignatov Ivan Sjtyl Ryssland                       | Dzmitryj Rabtjanka Dzmitryj Vajtsisjkin Kanstantsin Sjtjarbak Aljaksandr Valtjetski Belarus    |
| Dartmouth 2009   | Aljaksandr Bahdanovitj Dzmitryj Rabtjanka Aljaksandr Valtjetski Dzmitryj Vajtsisjkin Belarus | Aleksandr Kostoglod Nikolaj Lipkin Viktor Melantev Sergej Ulegin Ryssland                   | Attilia Bozsil László Foltán Gabor Horvath Gergo Nemeth Ungern                                 |

Sergej Ulegin, Aleksandr Kostoglod, Roman Krugljakov, och Maksim Opalev från Ryssland tog guldet 2003, men då Ulegin testades positivt för dopning blev de av med medaljerna.

## C-4 500 m
Introducerades: 1989. Togs bort: 2007. Återinfördes: 2018.
| Spel                  | Guld                                                                                        | Silver                                                                                      | Brons                                                                             |
| Plovdiv 1989          | Viktar Renejski Nicolae Juravschi Jurij Hurin Valerij Vesjko Sovjetunionen                  | Attila Szabó Zsolt Varga György Zala Ervin Hoffmann Ungern                                  | Bénoît Bernard Joël Bettin Philippe Renaud Pascal Sylvoz Frankrike                |
| Poznan 1990           | Jurij Hurin Nicolae Juravschi Viktar Renejski Valerij Vesjko Sovjetunionen                  | Zsolt Bohács Ervin Hoffmann Gusztáv Leikep Attila Szabó Ungern                              | Nikolay Buhalov Traicho Draganov Paisiy Lubenov Dejon Slavov Bulgarien            |
| Paris 1991            | Jurij Hurin Nicolae Juravschi Viktar Renejski Valerij Vesjko Sovjetunionen                  | Bénoît Bernard Joël Bettin Philippe Renaud Pascal Sylvoz Frankrike                          | Axel Berndt Andreas Dittmer Sven Montag Thomas Zereske Tyskland                   |
| Köpenhamn 1993        | Ervin Hoffmann Attila Szabó Gáspár Boldizsár Ferenc Novák Ungern                            | Andrej Kabanov Sergej Tjemerov Pavel Konovalov Aleksandr Kostoglod Ryssland                 | Petr Procházka Roman Dittrich Waldemar Fibigr Tomáš Křivánek Tjeckien             |
| Mexico City 1994      | Ervin Hoffmann Attila Szabó Gáspár Boldizsár Ferenc Novák Ungern                            | Marcel Glavan Cosmin Pasca Antonel Borsan Florin Popescu Rumänien                           | Slavomír Kňazovický Peter Páleš Csaba Orosz Juraj Filip Slovakien                 |
| Duisburg 1995         | Ervin Hoffmann Attila Szabó György Kolonics Csaba Horváth Ungern                            | Marcel Glavan Cosmin Pasca Antonel Borsan Florin Popescu Rumänien                           | Rumen Nikolov Atanas Angelov Stanimir Atanasov Dmitar Atanasov Bulgarien          |
| Dartmouth 1997        | György Kolonics Csaba Horváth Csaba Hüttner László Szuszkó Ungern                           | Marcel Glavan Cosmin Pasca Antonel Borsan Florin Popescu Rumänien                           | Sergej Tjemerov Andrej Kabanov Vladislav Polzunov Aleksandr Kostoglod Ryssland    |
| Szeged 1998           | György Kolonics Csaba Horváth Csaba Hüttner László Szuszkó Ungern                           | Gheorghe Andriev Florin Popescu Cosmin Pasca Ionel Averian Rumänien                         | Aleksandr Kostoglod Pavel Konovalov Vladislav Polzunov Vladimir Ladotja Ryssland  |
| Milano 1999           | Roman Krugljakov Vladimir Ladosja Konstantin Fomitjov Andrej Kabanov Ryssland               | Mitică Pricop Ionel Averian Gheorghe Andriev Florin Popescu Rumänien                        | Yannick Lavigne Jean-Gilles Grare Mathieu Goubel Sylvain Hoyer Frankrike          |
| Poznan 2001           | Iosif Anisim Florin Popescu Mikhail Vartolemei Ionel Averian Rumänien                       | György Zala György Kozmann Béla Belicza Gábor Ivan Ungern                                   | Roman Krugljakov Konstantin Fomitjov Vladimir Ladosja Aleksej Volkonskij Ryssland |
| Sevilla 2002          | Mikhail Vartolemei Ionel Averian Mitică Pricop Florin Popescu Rumänien                      | Konstantin Fomitjov Aleksandr Artemida Roman Krugljakov Andrej Kabanov Ryssland             | Daniel Jędraszko Adam Ginter Michał Śliwiński Marcin Grzybowski Polen             |
| Gainesville 2003      | Silviu Simiocencu Florin Popescu Mitică Pricop Petre Condrat Rumänien                       | Adam Ginter Łukasz Woszczyński Marcin Grzybowski Michał Śliwiński Polen                     | Csaba Hüttner Gábor Furdok Imre Pulai Ferenc Novák Ungern                         |
| Zagreb 2005           | Loredan Popa Silviu Simiocencu Florin Popescu Iosif Chirila Rumänien                        | Dzmitryj Rabtjanka Dzmitryj Vajtsisjkin Kanstantsin Sjtjarbak Aljaksandr Valtjetski Belarus | Andrzej Jezierski Michał Śliwiński Michał Gajownik Adam Ginter Polen              |
| Szeged 2006           | Dzmitryj Rabtjanka Dzmitryj Vajtsisjkin Kanstantsin Sjtjarbak Aljaksandr Valtjetski Belarus | Łukasz Woszczyński Paweł Baraszkiewicz Marcin Grzybowski Pawel Skowronski Polen             | Gabriel Talpă Florian Mironic Loredan Popa Silviu Simiocencu Rumänien             |
| Duisburg 2007         | Péter Balázs Gábor Horváth Márton Joób Pál Sarudi Ungern                                    | Robert Nuck Sebastien Brendel Thomas Lück Stefan Holtz Tyskland                             | Loredan Popa Ciprian Popa Niculae Flocea Florian Mironic Rumänien                 |
| Montemor-o-Velho 2018 | Pavel Petrov Viktor Melantiev Michail Pavlov Ivan Sjtyl Ryssland                            | Jurij Vandjuk Oleh Borovyk Andrij Rybatjok Eduard Sjemetylo Ukraina                         | Daniele Santini Sergiu Craciun Nicolae Craciun Luca Incollingo Italien            |
| Szeged 2019           | Pavel Petrov Viktor Melantiev Michail Pavlov Ivan Sjtyl Ryssland                            | Jan Vandrey Conrad Scheibner Tim Hecker Moritz Adam Tyskland                                | Andrej Bahdanovitj Jaŭhen Tenhel Maksim Krysko Vital Asetski Belarus              |
| Köpenhamn 2021        | Vitalij Verheles Andrij Rybatjok Jurij Vandjuk Taras Misjtjuk Ukraina                       | Aleksander Kitewski Arsen Śliwiński Michał Łubniewski Norman Zezula Polen                   | Pavel Petrov Michail Pavlov Viktor Melantiev Ivan Sjtyl RCF                       |
| Dartmouth 2022        | Joan Moreno Pablo Graña Manuel Fontán Adrián Sieiro Spanien                                 | Aleksander Kitewski Arsen Śliwiński Wiktor Głazunow Norman Zezula Polen                     | Vitalij Verheles Andrij Rybatjok Jurij Vandjuk Taras Misjtjuk Ukraina             |
| Duisburg 2023         | Joan Moreno Pablo Graña Manuel Fontán Adrián Sieiro Spanien                                 | Aleksander Kitewski Tomasz Barniak Wiktor Głazunow Norman Zezula Polen                      | Vitalij Verheles Andrij Rybatjok Dmytro Iantjuk Taras Misjtjuk Ukraina            |

Sergej Ulegin, Aleksandr Kostoglod, Roman Krugljakov, och Maksim Opalev från Ryssland tog guldet 2003, men då Ulegin testades positivt för dopning blev de av med medaljerna.

## C-4 1000 m
Introducerades: 1989.
| Spel             | Guld                                                                                   | Silver                                                                                    | Brons                                                                                       |
| Plovdiv 1989     | Jurij Gurin Nikolaj Juravskij Viktor Reneiskij Valerij Vesjko Sovjetunionen            | Jurij Leikep Attila Szabó Gábor Takács Ervin Hoffmann Ungern                              | Deyan Bonev Nikolaj Buhalov Hristo Georgiev Paisij Lubenov Bulgarien                        |
| Poznan 1990      | Jurij Gurin Nikolaj Juravskij Viktor Reneiskij Valerij Vesjko Sovjetunionen            | Gáspár Boldizsár Ervin Hoffmann Gusztáv Leikep Attila Szabó Ungern                        | Nikolaj Buhalov Traicho Draganov Paisij Lubenov Dejon Slavov Bulgarien                      |
| Paris 1991       | Jurij Gurin Nikolaj Juravskij Viktor Reneiskij Valerij Vesjko Sovjetunionen            | Olaf Heukrodt Sven Montag Ulrich Papke Ingo Spelley Tyskland                              | Nikolaj Buhalov Traicho Draganov Paisij Lubenov Dejon Slavov Bulgarien                      |
| Köpenhamn 1993   | Imre Pulai György Kolonics Tibor Takács Csaba Horváth Ungern                           | Andrey Kabanov Sergej Tjemenov Pavel Konovalov Aleksandr Kostoglod Ryssland               | Viktor Dobrotvorskij Sergej Osadttjij Andrej Balabanov Aleksandr Klinittjenko Ukraina       |
| Mexico City 1994 | Imre Pulai György Kolonics Tibor Takács Csaba Horváth Ungern                           | Marcel Glavan Cosmin Pasca Antonel Borsan Florin Popescu Rumänien                         | Juan Martinez Antonio Romero Ramón Ferrer Benjamín Castaneda Mexiko                         |
| Duisburg 1995    | Marcel Glavan Cosmin Pasca Antonel Borsan Florin Popescu Rumänien                      | Gáspár Boldizsár Ferenc Novák Csaba Hüttner György Zala Ungern                            | Ulrich Papke Patrick Schulze Christian Gille Jens Lubrich Tyskland                          |
| Dartmouth 1997   | Marcel Glavan Cosmin Pasca Antonel Borsan Florin Popescu Rumänien                      | Konstantin Fomitjev Maksim Opalev Vladislav Polzounov Aleksandr Kostoglod Ryssland        | Daniel Jędraszko Piotr Midloch Paweł Midloch Paweł Baraszkiewicz Polen                      |
| Szeged 1998      | Csaba Horváth Béla Belicza Csaba Hüttner László Szuszkó Ungern                         | Konstantin Fomitjev Vasilij Mailov Andrej Kabanov Ignat Kovalev Ryssland                  | Martin Doktor Petr Netušil Jan Macháč Viktor Jiráský Tjeckien                               |
| Milano 1999      | Ignat Kovalev Konstantin Fomitjev Aleskej Volkonskij Andrej Kabanov Ryssland           | Mitică Pricop Ionel Averian Iosif Anisim Samil Grigoe Rumänien                            | Csaba Horváth Béla Belicza Aron Gajarszki György Kozmann Ungern                             |
| Poznan 2001      | György Zala György Kozmann Béla Belicza Gábor Ivan Ungern                              | Ivan Skojorodkin Aleksandr Bagdanovitj Aleksandr Kurlandtjik Aleksandr Zjukovskij Belarus | Iosif Anisim Chirac Marcov Ionel Averian Mikhail Vartolomei Rumänien                        |
| Sevilla 2002     | Andrezj Jezierski Adam Ginter Michał Gajownik Roman Rykiewicz Polen                    | Dimitri Joukovski Maxim Boilard Tamás Buday, Jr. Attila Buday Kanada                      | Aleksandr Zjukovskij Aleksandr Kurlandtjik Aleksandr Bagdanovitj Sermen Saponenko Belarus   |
| Gainesville 2003 | Csaba Hüttner Márton Joób Imre Pulai Ferenc Novák Ungern                               | Attilia Buday Tamás Buday, Jr. Maxim Boilard Dimitri Joukovski Kanada                     | Andrezj Jezierski Roman Rynkiewicz Adam Ginter Wojciech Tyszyński Polen                     |
| Zagreb 2005      | Wojciech Tyszyński Michał Śliwiński Andrzej Jezierski Michał Gajownik Polen            | Constantiin Popa Loredan Popa Florin Mironcic Petre Condrat Rumänien                      | Robert Nuck Stefan Holtz Thomas Lück Stephan Breuing Tyskland                               |
| Szeged 2006      | Robert Nuck Stephan Breuing Stefan Holtz Thomas Lück Tyskland                          | Andrew Russell Thomas Hall Kyle Jeffery Dimitri Joukovski Kanada                          | Aleksandr Kurlandtjyk Aleksandr Zjukovskij Aleksandr Bagdanovitj Andrej Bagdanovitj Belarus |
| Duisburg 2007    | Josif Chirlia Andrei Cuculici Silviu Simoncenco Loredan Popa Rumänien                  | Robert Nuck Erik Leue Thomas Lück Stefan Holtz Tyskland                                   | Márton Metka Róbert Mike Mátyás Sáfran Gábor Balázs Ungern                                  |
| Dartmouth 2009   | Dzianis Harazja Dzmitrij Rabchanka Dzmitry Vaitsisjkin Aleksandr Vautjetskij Belarus   | Chris Wend Thomas Lück Erik Rebstock Ronald Verch Tyskland                                | Cătălin Costache Silviu Simioncencu Iosif Chirila Andrei Cuculici Rumänien                  |
| Poznan 2010      | Dzmitrij Rabtjanka Dzmitrij Vaitsisjkin Dzianis Harazja Aleksandr Vautjetskij Belarus  | Gabriel Gheoca Nicolae Bogdan Mihail Simon Florin Comanici Rumänien                       | Chris Wend Tomasz Wylenzek Ronald Verch Erik Rebstock Tyskland                              |
| Szeged 2011      | Dzmitrij Rabtjanka Dzmitrij Vaitsisjkin Dzianis Harazja Aliaksandr Vautjetskij Belarus | Gabriel Gheoca Catalin Costache Florian Comanici Mihail Simon Rumänien                    | Mátyás Sáfrán Mihály Sáfrán Henrik Vasbányai Szabolcs Németh Ungern                         |
| Duisburg 2013    | Kurt Kuschela Erik Leue Erik Rebstock Peter Kretschmer Tyskland                        | Dzmitrij Rabtjanka Dzmitrij Vaitsisjkin Dzianis Harazja Aleksandr Vautjetskij Belarus     | Dávid Korisánszky Péter Korisánszky András Vass Dávid Varga Ungern                          |
| Moskva 2014      | Rasul Isjmuchamedov Viktor Melantyev Ilja Pervuchin Kirill Sjamsjurin Ryssland         | Dzianis Harazja Dzmitry Rabtjanka Dzmitry Vaitsisjkin Aleksandr Vautjetskij Belarus       | Tamás Kiss Pál Sarudi Dávid Varga András Vass Ungern                                        |
| Milano 2015      | Leonid Carp Petre Condrat Josif Chirilă Stefan Strat Rumänien                          | Denys Kovalenko Denys Kamerjlov Vitalij Vergeles Eduard Sjemetjlo Ukraina                 | Pál Sarudi Tamás Kiss András Vass Dávid Varga Ungern                                        |
| Račice 2017      | Sebastian Brendel Stefan Kiraj Jan Vandrey Conrad Scheibner Tyskland                   | Piotr Kuleta Marcin Grzybowski Tomasz Barniak Wiktor Glazunow Polen                       | Denys Kamerylov Vitalij Vergeles Eduard Sjemetjlo Denys Kovalenko Ukraina                   |

## C-1 4 × 200 m stafett
Introducerades: 2009
| Spel           | Guld                                                                      | Silver                                                                             | Brons                                                                           |
| Dartmouth 2009 | Jevgenij Ignatov Nikolaj Lipkin Viktor Melantiev Ivan Sjtyl Ryssland      | Attilia Bozsil László Foltán Gábor Horváth Attila Vajda Ungern                     | Mathieu Goubel Thomas Simart William Tchamba Bertrand Hemonic Frankrike         |
| Poznan 2010    | Ivan Sjtyl Michail Pavlov Nikolaj Lipkin Jevgenij Ignatov Ryssland        | Oleksandr Maksymtjuk Jurij Tjeban Stanislav Sjymanskyj Vjatjeslav Tsechosj Ukraina | Adam Ginter Roman Rynkiewicz Mariusz Kruk Paweł Baraszkiewicz Polen             |
| Szeged 2011    | Ivan Sjtyl Jevgenij Ignatov Aleksej Korovasjkov Viktor Melantiev Ryssland | Sergey Bezuqlı Maksim Prokopenko Valentin Demyanenko Andrej Krajtor Azerbajdzjan   | Stefan Holtz Bjoern Waeschke Stefan Kiraj Sebastian Brendel Tyskland            |
| Duisburg 2013  | Andrej Krajtor Viktor Melantiev Andrej Ganin Ivan Sjtyl Ryssland          | Robert Nuck Stefan Holtz Stefan Kiraj Sebastian Brendel Tyskland                   | Jason McCoombs Mark Oldershaw Gabriel Beauchesne-Sévigny Benjamin Russel Kanada |
| Moskva 2014    | Aleksej Korovasjkov Andrej Krajtor Nikolaj Lipkin Ivan Sjtyl Ryssland     | Jurij Tjeban Vitalij Holjuk Oleksandr Maksymtjuk Vadym Tsipan Ukraina              | Jonatán Hajdú Dávid Korisánszky Ádám Lantos Péter Nagy Ungern                   |

## C-2 Mix 200 m
Introducerades: 2021
| Spel           | Guld                             | Silver                                  | Brons                                  |
| Köpenhamn 2021 | Irina Andrejeva Ivan Sjtyl (RCF) | Michał Łubniewski Dorota Borowska Polen | Dávid Korisánszky Kincső Takács Ungern |

## C-2 Mix 500 m
Introducerades: 2022
| Spel           | Guld                                    | Silver                                    | Brons                                          |
| Dartmouth 2022 | Connor Fitzpatrick Katie Vincent Kanada | Sebastian Brendel Sophie Koch Tyskland    | Aleksander Kitewski Sylwia Szczerbińska Polen  |
| Duisburg 2023  | Connor Fitzpatrick Katie Vincent Kanada | Wiktor Głazunow Sylwia Szczerbińska Polen | Olympia Della Giustina Daniele Santini Italien |